# Patagonienparakit
Patagonienparakit (Cyanoliseus patagonus) är en fågel i familjen västpapegojor inom ordningen papegojfåglar.

## Utbredning och systematik
Patagonienparakit placeras som enda art i släktet Cyanoliseus. Den delas in i fyra underarter i tre grupper med följande utbredning:
- C. p. andinus – nordvästra Argentina (Salta till San Luis)
- patagonus/conclara-gruppen
  - C. p. conlara – västra delen av centrala Argentina (San Luis och Córdoba)
  - C. p. patagonus – centrala till sydöstra Argentina, övervintrar i norra Argentina och Uruguay
- C. p. bloxami – centrala Chile (Atacama till Provincia de Valdivia)

## Bilder

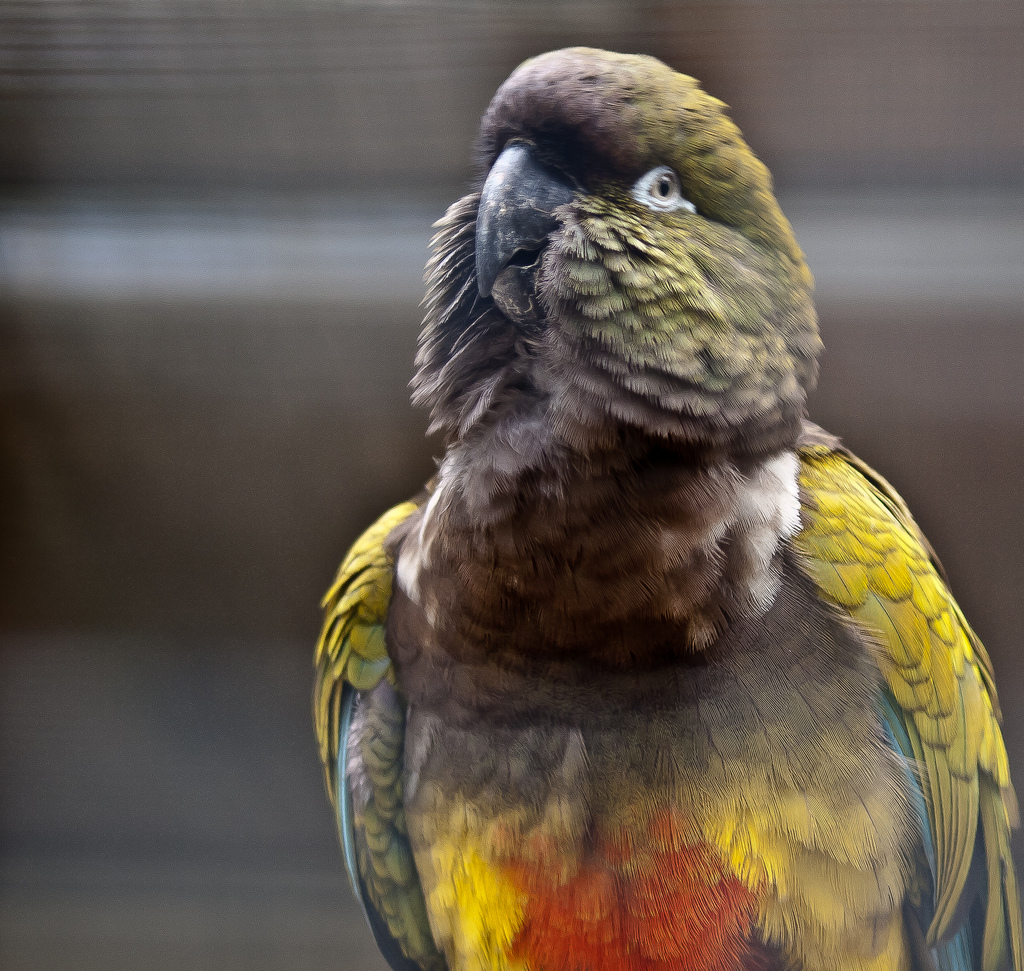
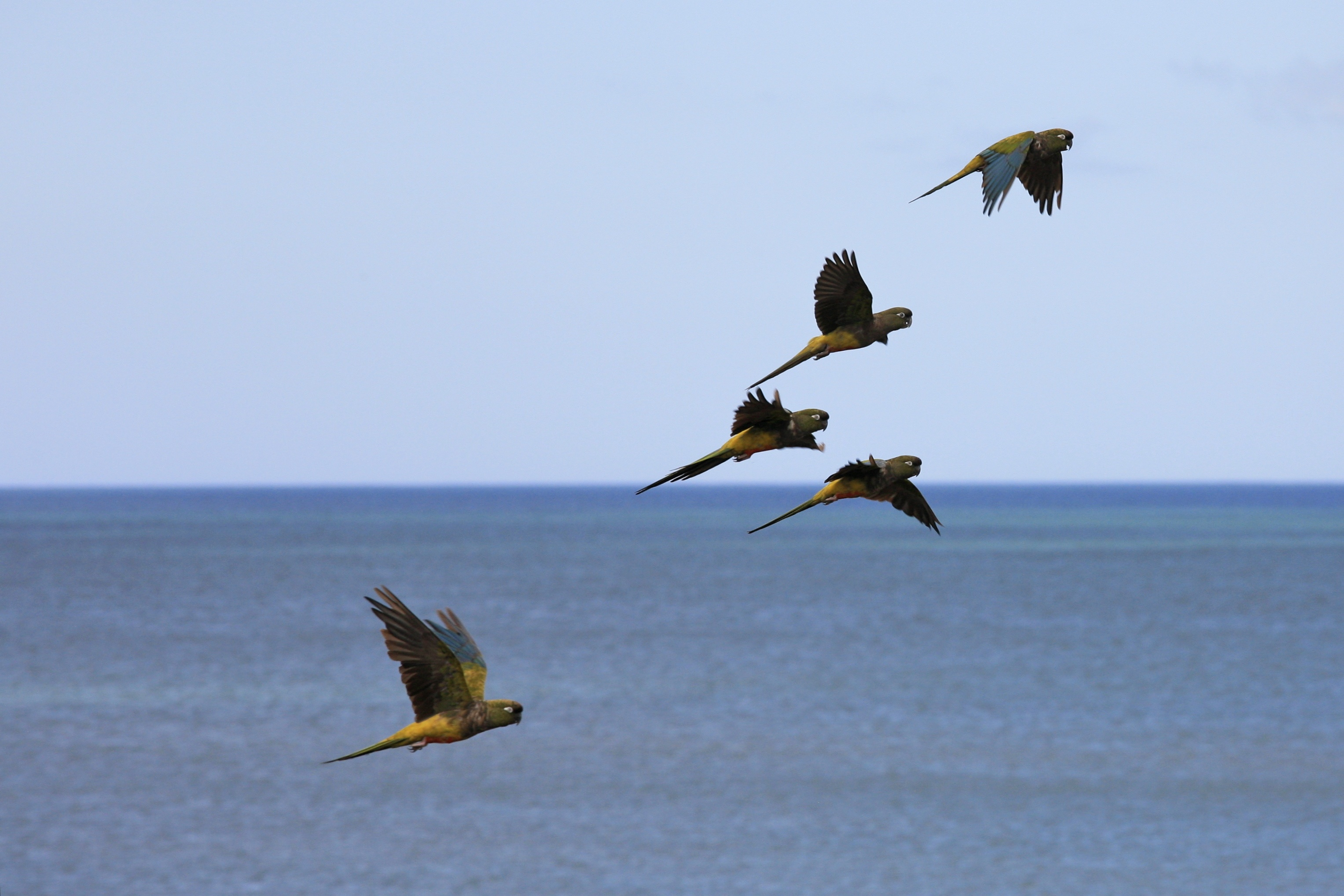

## Status och hot
Arten har ett stort utbredningsområde, men tros minska i antal, dock inte tillräckligt kraftigt för att den ska betraktas som hotad. Internationella naturvårdsunionen IUCN listar arten som livskraftig (LC). Beståndet uppskattas till 95 000 vuxna individer.